# 林小杯
林小杯，中華民國繪本作家、插畫家、藝術家，著有《假裝是魚》、《全都睡了100年》等兒童繪本。林小杯在2015年入選義大利波隆那童書展
。中華民國首位獲得日本產經兒童出版文化獎的繪本作家。

## 作品
- 《假裝是魚》[6]
- 《全都睡了100年》

## 得獎
- 2015年義大利波隆那童書展
- 信誼基金會幼兒文學獎
- 開卷年度好書
- 好書大家讀年度好書
- 豐子愷兒童圖畫書獎
- 金鼎獎